# Сталлоне, Жаклин
Жакли́н Фрэ́нсис «Дже́ки» Сталло́не (англ. Jacqueline Frances «Jackie» Stallone; девичья Ле́йбофиш (англ. Labofish); 29 ноября 1921, Вашингтон, округ Колумбия, США — 21 сентября 2020, Лос-Анджелес, Калифорния, США) — американский общественный деятель, астролог и актриса.

## Биография
Жаклин Фрэнсис Сталлоне (девичья Лейбофиш) родилась 29 ноября 1921 в Вашингтоне, (округ Колумбия) в семье вашингтонского адвоката Джона Пола Лейбофиша (1891—1956) и бретонки Жанны Виктории Анны (Адриенны) Клерек (1901—1974). Родители отца — Роза Этель Рабинович-Ламлец (1868—1948) и Чарльз Шашан Лейбофиш (Лабович) (1861—1925) были евреями из Одессы (Российская империя), эмигрировавшие в США в 1888 году, а родители её матери Луи Виктор Клерек (1877—1918) и Мария Полина Родриг (1878—1951) были бретонцами.
В середине 1980-х годов посещала СССР, встречалась с Михаилом Горбачёвым.
Со своим первым мужем Фрэнком Сталлоне (1919—2011) Джеки состояла в браке в 1945—1957 годах; после вторично вышла замуж за Энтони Филити, с которым прожила в союзе всего несколько лет (развелись сразу после рождения дочери). С 1998 года по 2020 год официальным третьим супругом Сталлоне являлся Стивен Маркус Левин.
Трое детей-актёров: Сильвестр Сталлоне, Фрэнк Сталлоне и Тони Д’Альто.
В 2005 году приняла участие в реалити-шоу «Celebrity Big Brothers».
Умерла во сне 21 сентября 2020 года в Лос-Анджелесе в возрасте 98 лет.

## Книги
Автор нескольких книг по астрологии (издавались также в Великобритании, Испании, Японии):
- Jacqueline Stallone, Mim Eichler. Star Power: An Astrological Guide to Super Success. — New York: NAL Books, 1989. — ISBN 0-453-00678-7
- Jacqueline Stallone, Mim Eichler. Star Power. — 1991. — ISBN 0-330-31333-9
- Jacqueline Stallone. Starpower: An Astrological Guide to Super Success. — 1999. — ISBN 0-9676854-0-0